# Paul Scholes
Pour les articles homonymes, voir Scholes.
Paul Scholes, né le 16 novembre 1974 à Salford (Angleterre), est un footballeur international anglais qui évolue au poste de milieu de terrain entre 1994 et 2013.
Scholes signe un contrat de stagiaire au club de Manchester United en 1991 et devient professionnel en 1993, avant de devenir un membre à part entière de l'équipe première lors de la saison 1994-1995. Scholes a joué un rôle clé dans le triplé historique du club lors de la saison 1998-1999, et a remporté au cours de sa carrière onze Premier League, trois Coupes d'Angleterre et deux Ligues des champions. Après avoir annoncé sa retraite de joueur le 31 mai 2011 et avoir commencé sa carrière d’entraîneur au sein du club, il revient sur sa décision le 8 janvier 2012 pour jouer une saison supplémentaire, avant de prendre définitivement sa retraite en mai 2013.
Au niveau international, Scholes a été membre de l’équipe d’Angleterre entre 1997 et 2004, étant sélectionné à 66 reprises et participant aux Coupes du monde 1998 et 2002, ainsi qu’aux Championnat d’Europe 2000 et 2004. 
Avec plus de 700 apparitions, il est le troisième joueur ayant le plus joué pour Manchester United, derrière Ryan Giggs et Bobby Charlton. Il est célèbre aussi pour être, depuis 2011, l'un des rares joueurs de champ à avoir remporté le championnat d'Angleterre lors de trois décennies différentes,. Il remporte en tout 23 titres avec Manchester United dont deux Ligues des champions.

## Biographie

### Enfance et formation
Enfant, Paul Scholes n'est pas supporter de Manchester United mais d'Oldham Athletic, modeste club de troisième division. En compagnie de Nicky Butt et des frères Gary et Phil Neville, Scholes grandit au club de Boundary Park (en) jusqu'en 1991.

### À Manchester United (1991-2013)

#### Arrivée et fin de formation (1991-1995)
En 1992, Scholes remporte la FA Youth Cup avec l'équipe réserve mancunienne aux côtés de son ami David Beckham. Paul Scholes signe son premier contrat professionnel à l'âge de 18 ans avec Manchester United en 1993 après avoir débuté en tant que stagiaire deux ans auparavant.
Il prend part à son premier match en équipe première le 21 septembre 1994 lors d'un match de League Cup face à Port Vale. Pour son premier match en championnat d'Angleterre, trois jours plus tard à Ipswich, Paul Scholes remplace Lee Sharpe après l'heure de jeu et marque seulement onze minutes après (défaite 3-2). C'est d'ailleurs lors de cette saison 94-95, qu'il deviendra titulaire assez régulièrement profitant de l'absence d'Eric Cantona et de la blessure de Mark Hugues.

#### Trophées dès le début (1995-2001)
En 1995-1996, Scholes remporte son premier titre de champion aux côtés d'un Éric Cantona au crépuscule de sa carrière.
Lors de la Ligue des champions 1998-1999, en égalisant face à l'Inter Milan (1-1), il expédie son club en demi-finale. Au tour suivant, malgré la qualification devant la Juventus, Scholes ne peut participer à la finale à cause d'un carton jaune reçu contre les Italiens. Manchester domine le Bayern Munich (2-1) mais Paul loupe le sacre.

#### Période plus pauvre (2001-2006)
Il se blesse à la tête lors de l'exercice 2005-2006, ce qui lui provoquera des problèmes de vision et qui le tiendra éloigné des terrains pendant presque un an.

#### Retour en grâce et fin de carrière (2006-2013)
Il revient sur les terrains pour la saison 2006-2007, où en plus de mener son équipe à la victoire finale en championnat, il marque le but élu le plus beau de l'année et est élu troisième meilleur joueur de la saison. Le 29 avril 2008, il inscrit le seul but des matches aller-retour des demi-finales de la Ligue des champions face au FC Barcelone et qualifie Manchester United pour la finale.
Le 31 mai 2011, Paul Scholes annonce qu'il prend sa retraite sportive. Il reste néanmoins à Manchester United, son club de toujours, en intégrant l'équipe des entraîneurs.
Le 8 janvier 2012, Paul Scholes revient sur sa décision et ré-intègre l'effectif des Red Devils avec effet immédiat,. Initialement prévu jusqu'à la fin de la saison, ce retour est finalement prolongé puisque le 14 mai 2012, l'entraîneur Alex Ferguson annonce que Scholes fait également partie de l'effectif des Red Devils pour la saison 2012-2013.
Le 11 mai 2013, il annonce sa retraite via le site officiel de Manchester United. Le 23 avril 2014, après le licenciement de l'entraîneur David Moyes et son remplacement par Ryan Giggs, il est nommé entraîneur-adjoint par intérim de l'équipe première.

### Scholes en équipe nationale (1997-2004)
En 1993, Paul Scholes remporte le championnat d'Europe dans la catégorie des moins de 18 ans.
Après son premier titre de champion d'Angleterre acquis en 1996, Paul Scholes est appelé en équipe en équipe d'Angleterre A par Glenn Hoddle qui lui offre sa première cape le 24 mai 1997 contre l'Afrique du Sud (2-1). Au-delà du succès, Scholes est heureux de vivre son premier match international dans « son » stade d'Old Trafford.
Un an plus tard, Scholes profite du fait que Paul Gascoigne soit écarté de la sélection par Hoddle pour participer à la Coupe du monde 1998. Lors du match contre la Tunisie (2-0), le jeune milieu fait oublier Gascoigne en clôturant le score.
Le 27 mars 1999 à Wembley, Scholes inscrit un triplé contre la Pologne (3-1). Le 5 juin suivant contre la Suède (0-0), Scholes devient le premier anglais à se faire expulser de la pelouse du stade londonien. Le 13 novembre en match de barrage pour l'Euro 2000 face à l'Écosse, il marque un doublé (2-0) qui qualifie les Anglais. Durant le tournoi, il s'illustre en marquant un but face au Portugal lors du match d'ouverture des anglais. Toutefois, il ne peut empêcher la défaite de son équipe face à la Seleçao. 
Il dispute la Coupe du monde 2002, où l'équipe d'Angleterre ne se qualifiera pas en demi-finale après leur défaite face au brésil 2 à 1 ( Rivaldo, Ronaldinho et Owen buteurs). 
Il annonce sa retraite internationale à l'issue de l'Euro 2004 après avoir été trop souvent écarté sur le côté gauche du terrain dans un système de jeu qui ne lui permet pas de montrer l'étendue de ses capacités aussi bien en tant que buteur que passeur. Scholes terminera le tournoi avec un but inscrit face à la Croatie lors du troisième match du premier tour. 

### Après sa retraite
À l'été 2014, il achète Salford City, avec Ryan Giggs, Nicky Butt, Gary Neville et Phil Neville.

## Style de jeu: milieu polyvalent aufighting spirit
Lors de la Coupe du monde 1998, le sélectionneur anglais Glenn Hoddle déclare : « Paul a du tempérament, il est doué et travaille dur. Même si son caractère plutôt inhibé ne fera jamais de lui une star, il peut devenir un très grand joueur ». Indiscutable jumeau de Roy Keane dans l’entre-jeu mancunien, Scholes impressionne par sa régularité. Seuls une hernie et de récurrents problèmes aux adducteurs le privent d'une constance incontestable en Europe au début des années 2000.
Capable d'évoluer à tous les postes du milieu de terrain voire comme attaquant, Scholes déclare en 2004 à son sujet : « Je prends du plaisir à évoluer n'importe où. Hormis en défense, j'ai joué partout, même devant, avec Manchester. J'ai toujours été à l'aise. Les schémas sur tableau noir, ce n'est pas mon truc. Car, le vrai bonheur, c'est jouer ». Sur sa vision du football, il concède lui-même « réussir un bon tacle est aussi important que de tirer au but. Ça plaît au public et dessine le contour du match ».
D'une timidité quasi-maladive dans le civil, Scholes se libère sur le rectangle vert où il avale les hectomètres, harangue ses coéquipiers ou encore houspille un adversaire au contact trop généreux. Généralement milieu défensif, il harcèle constamment les joueurs adverses et se démultiplie sur le terrain. Alex Ferguson dit de lui en 2004 : « Paul a l'intelligence d'un Cantona. C'est un merveilleux professionnel, qui pense et voit vite. Il est très fort mentalement et marque aussi des buts ». Il est aussi connu pour sa frappe d'une précision et d'une puissance hors du commun quand il se situe en dehors de la surface de réparation, ce qui a contribué à sa réputation de milieu rugueux pouvant marquer des buts.

## Statistiques
| Saison                | Club                  | Championnat           | Championnat | Championnat | Championnat | Coupe nationale | Coupe nationale | Coupe nationale | Coupe de la Ligue | Coupe de la Ligue | Coupe de la Ligue | Supercoupe | Supercoupe | Supercoupe | Compétition(s) continentale(s) | Compétition(s) continentale(s) | Compétition(s) continentale(s) | Compétition(s) continentale(s) | Autres compétitions | Autres compétitions | Autres compétitions | Autres compétitions | Angleterre | Angleterre | Angleterre | Total | Total | Total |
| Saison                | Club                  | Division              | M.          | B.          | P.d.        | M.              | B.              | P.d.            | M.                | B.                | P.d.              | M.         | B.         | P.d.       | Comp.                          | M.                             | B.                             | P.d.                           | Comp.               | M.                  | B.                  | P.d.                | M.         | B.         | P.d.       | M.    | B.    | P.d.  |
| 1994-1995             | Manchester United     | Premier League        | 17          | 5           | 3           | 3               | 0               | 0               | 3                 | 2                 | 0                 | -          | -          | -          | C1                             | 2                              | 0                              | 0                              | -                   | -                   | -                   | -                   | -          | -          | -          | 25    | 7     | 3     |
| 1995-1996             | Manchester United     | Premier League        | 26          | 10          | 5           | 2               | 1               | 0               | 1                 | 2                 | 0                 | -          | -          | -          | C3                             | 2                              | 1                              | 0                              | -                   | -                   | -                   | -                   | -          | -          | -          | 31    | 14    | 5     |
| 1996-1997             | Manchester United     | Premier League        | 24          | 3           | 5           | 2               | 2               | 0               | 2                 | 1                 | 0                 | 1          | 0          | 0          | C1                             | 4                              | 0                              | 0                              | -                   | -                   | -                   | -                   | 3          | 1          | 0          | 36    | 7     | 5     |
| 1997-1998             | Manchester United     | Premier League        | 31          | 8           | 9           | 2               | 0               | 0               | 1                 | 0                 | 0                 | 1          | 0          | 0          | C1                             | 7                              | 2                              | 0                              | -                   | -                   | -                   | -                   | 8          | 3          | 0          | 50    | 13    | 9     |
| 1998-1999             | Manchester United     | Premier League        | 31          | 6           | 8           | 6               | 1               | 0               | 1                 | 0                 | 0                 | 1          | 0          | 0          | C1                             | 12                             | 4                              | 0                              | -                   | -                   | -                   | -                   | 6          | 3          | 0          | 57    | 14    | 8     |
| 1999-2000             | Manchester United     | Premier League        | 31          | 9           | 6           | -               | -               | -               | -                 | -                 | -                 | 1          | 0          | 0          | C1                             | 11                             | 3                              | 2                              | SU+CI               | 1+1                 | 0+0                 | 0+0                 | 10         | 3          | 2          | 55    | 15    | 10    |
| 2000-2001             | Manchester United     | Premier League        | 32          | 6           | 5           | -               | -               | -               | -                 | -                 | -                 | 1          | 0          | 0          | C1                             | 12                             | 6                              | 1                              | -                   | -                   | -                   | -                   | 8          | 3          | 2          | 53    | 15    | 8     |
| 2001-2002             | Manchester United     | Premier League        | 35          | 8           | 8           | 2               | 0               | 1               | -                 | -                 | -                 | 1          | 0          | 0          | C1                             | 13                             | 1                              | 1                              | -                   | -                   | -                   | -                   | 14         | 0          | 3          | 65    | 9     | 13    |
| 2002-2003             | Manchester United     | Premier League        | 33          | 14          | 4           | 3               | 1               | 0               | 6                 | 3                 | 0                 | -          | -          | -          | C1                             | 10                             | 2                              | 3                              | -                   | -                   | -                   | -                   | 8          | 0          | 0          | 60    | 20    | 7     |
| 2003-2004             | Manchester United     | Premier League        | 28          | 9           | 4           | 6               | 4               | 0               | -                 | -                 | -                 | 1          | 0          | 0          | C1                             | 5                              | 1                              | 0                              | -                   | -                   | -                   | -                   | 9          | 1          | 3          | 49    | 15    | 7     |
| 2004-2005             | Manchester United     | Premier League        | 33          | 9           | 4           | 6               | 3               | 3               | 2                 | 0                 | 0                 | 1          | 0          | 0          | C1                             | 7                              | 0                              | 1                              | -                   | -                   | -                   | -                   | -          | -          | -          | 49    | 12    | 8     |
| 2005-2006             | Manchester United     | Premier League        | 20          | 2           | 2           | -               | -               | -               | -                 | -                 | -                 | -          | -          | -          | C1                             | 7                              | 1                              | 0                              | -                   | -                   | -                   | -                   | -          | -          | -          | 27    | 3     | 2     |
| 2006-2007             | Manchester United     | Premier League        | 30          | 6           | 1           | 4               | 0               | 0               | -                 | -                 | -                 | -          | -          | -          | C1                             | 11                             | 1                              | 3                              | -                   | -                   | -                   | -                   | -          | -          | -          | 45    | 7     | 4     |
| 2007-2008             | Manchester United     | Premier League        | 24          | 1           | 3           | 3               | 0               | 0               | -                 | -                 | -                 | -          | -          | -          | C1                             | 7                              | 1                              | 1                              | -                   | -                   | -                   | -                   | -          | -          | -          | 34    | 2     | 4     |
| 2008-2009             | Manchester United     | Premier League        | 21          | 2           | 2           | 2               | 1               | 0               | 3                 | 0                 | 0                 | 1          | 0          | 0          | C1                             | 6                              | 0                              | 0                              | SU+CMC              | 1+1                 | 0+0                 | 0+0                 | -          | -          | -          | 35    | 3     | 2     |
| 2009-2010             | Manchester United     | Premier League        | 28          | 3           | 3           | -               | -               | -               | 2                 | 1                 | 0                 | -          | -          | -          | C1                             | 7                              | 3                              | 1                              | -                   | -                   | -                   | -                   | -          | -          | -          | 37    | 7     | 4     |
| 2010-2011             | Manchester United     | Premier League        | 22          | 1           | 4           | 3               | 0               | 0               | -                 | -                 | -                 | -          | -          | -          | C1                             | 7                              | 0                              | 1                              | -                   | -                   | -                   | -                   | -          | -          | -          | 32    | 1     | 5     |
| 2011-2012             | Manchester United     | Premier League        | 17          | 4           | 0           | 2               | 0               | 0               | -                 | -                 | -                 | -          | -          | -          | C3                             | 2                              | 0                              | 0                              | -                   | -                   | -                   | -                   | -          | -          | -          | 21    | 4     | 0     |
| 2012-2013             | Manchester United     | Premier League        | 16          | 1           | 1           | 3               | 0               | 0               | -                 | -                 | -                 | -          | -          | -          | C1                             | 3                              | 0                              | 0                              | -                   | -                   | -                   | -                   | -          | -          | -          | 22    | 1     | 1     |
| Total sur la carrière | Total sur la carrière | Total sur la carrière | 499         | 107         | 77          | 49              | 13              | 4               | 21                | 9                 | 0                 | 11         | 0          | 0          | -                              | 134                            | 26                             | 14                             | -                   | 4                   | 0                   | 0                   | 66         | 14         | 10         | 784   | 169   | 105   |

### Buts internationaux
| Buts en sélection de Paul Scholes | Buts en sélection de Paul Scholes | Buts en sélection de Paul Scholes | Buts en sélection de Paul Scholes | Buts en sélection de Paul Scholes | Buts en sélection de Paul Scholes | Buts en sélection de Paul Scholes       |
| #                                 | Date                              | Lieu                              | Adversaire                        | Score                             | Résultats                         | Compétitions                            |
| --------------------------------- | --------------------------------- | --------------------------------- | --------------------------------- | --------------------------------- | --------------------------------- | --------------------------------------- |
| 1                                 | 4 juin 1997                       | Stade de la Beaujoire, Nantes     | Italie                            | 2-0                               | 2-0                               | Tournoi de France 1997                  |
| 2                                 | 10 septembre 1997                 | Stade de Wembley, Londres         | Maldives                          | 1-0                               | 4-0                               | Éliminatoires de la Coupe du monde 1998 |
| 3                                 | 15 novembre 1997                  | Stade de Wembley, Londres         | Cameroun                          | 2-0                               | 2-0                               | Match amical                            |
| 4                                 | 15 juin 1998                      | Stade Vélodrome, Marseille        | Tunisie                           | 2-0                               | 2-0                               | Coupe du monde 1998                     |
| 5                                 | 27 mars 1999                      | Stade de Wembley, Londres         | Pologne                           | 1-0                               | 3-1                               | Éliminatoires Euro 2000                 |
| 6                                 | 27 mars 1999                      | Stade de Wembley, Londres         | Pologne                           | 2-0                               | 3-1                               | Éliminatoires Euro 2000                 |
| 7                                 | 27 mars 1999                      | Stade de Wembley, Londres         | Pologne                           | 3-1                               | 3-1                               | Éliminatoires Euro 2000                 |
| 8                                 | 13 novembre 1999                  | Hampden Park, Glasgow             | Écosse                            | 1-0                               | 2-0                               | Barrages Euro 2000                      |
| 9                                 | 13 novembre 1999                  | Hampden Park, Glasgow             | Écosse                            | 2-0                               | 2-0                               | Barrages Euro 2000                      |
| 10                                | 12 juin 2000                      | Philips Stadion, Eindhoven        | Portugal                          | 1-0                               | 2-3                               | Euro 2000                               |
| 11                                | 28 mars 2001                      | Stade Qemal-Stafa, Tirana         | Albanie                           | 2-0                               | 3-1                               | Éliminatoires de la Coupe du monde 2002 |
| 12                                | 25 mai 2001                       | Pride Park Stadium, Derby         | Mexique                           | 1-0                               | 4-0                               | Match amical                            |
| 13                                | 6 juin 2001                       | Stade Olympique, Athènes          | Grèce                             | 1-0                               | 2-0                               | Éliminatoires de la Coupe du monde 2002 |
| 14                                | 21 juin 2004                      | Estádio da Luz, Lisbonne          | Croatie                           | 1-1                               | 4-2                               | Euro 2004                               |

## Palmarès

### En club
- Manchester United :
  - Vainqueur de la Ligue des Champions en 1999 et 2008.
  - Champion de  Premier League en 1996, 1997, 1999, 2000, 2001, 2003, 2007, 2008, 2009, 2011 et 2013.
  - Vainqueur de la Coupe Intercontinentale en 1999.
  - Vainqueur de la Coupe d'Angleterre en 1996, 1999 et 2004.
  - Vainqueur de la Coupe de la Ligue anglaise en 2009.
  - Vainqueur du Community Shield en 1996, 1997, 2003, 2008 et 2010.
  - Vainqueur de la Coupe du monde des clubs de la FIFA 2008
  - Vainqueur de la FA Youth Cup en 1992
  - Finaliste de la Ligue des Champions en 2009 et 2011.
  - Vice-champion de Premier League en 1995, 1998, 2006, 2010 et 2012.
  - Finaliste de la Supercoupe d'Europe en 1999 et 2008.
  - Finaliste de la Coupe d'Angleterre en 1995, 2005 et 2007.
  - Finaliste de la Coupe de la Ligue anglaise en 2003.

### En sélection
- Angleterre moins de 18 ans :
  - Vainqueur du Championnat d'Europe des moins de 18 ans en 1993.

### Distinctions individuelles
- Élu meilleur espoir de l'année de Manchester United en 1993
- Élu joueur du mois du championnat d'Angleterre en janvier 2003, en décembre 2003, en octobre 2006 et en août 2010
- Membre de l'équipe-type de Premier League en 2001, en 2003 et en 2007
- Membre de l'équipe-type de la décennie 1992-2002 de Premier League
- Intégré à l'English Football Hall of Fame en 2008

## Dans les arts et la culture
Le personnage de Scholes apparaît dans le clip de la chanson Shoot the Dog (en) de George Michael.